# Окућница Латинке Ивановић у Башину
Окућница Латинке Ивановић у Башину, месту у општина Смедеревска Паланка, подигнута је у другој половини 19. века. Формирана је у оквиру пространог дворишта са воћњаком и представља редак пример комплетно сачуваног сеоског шумадијског домаћинства и као целина има статус заштићеног споменика културе.

## Изглед окућнице
Окућницу чини неколико објеката: кућа, вајат, кош и магаза са подрумом.
Кућа је саграђена 1886. године, о чему сведочи запис на њеној источној фасади. Правоугаоне је основе, бондручне конструкције са испуном од чатме и темељима од необрађеног камена. Зидови куће су малтерисани блатним малтером и кречени у бело. Кров је четвороводан, покривен ћерамидом. Унутрашњи простор куће подељен је на четири просторије: „кућу“, гостинску собу и две собе за спавање.
Вајат се налази недалеко од куће. Служио је за спавање једне породице у задружној заједници. Квадратне је основе, дрвене конструкције, са зидовима од талпи насатично сложених преко четири необрађена камена, постављена у угловима, који су служили као темељ. Кров је четвороводан, покривен бибер црепом. У унутрашњости је једна просторија са земљаним подом.
Кош са тремом се налази северноисточно од куће. Кош је постављен на пет стубова који га издижу од коте терена. Зидови коша су од тесаних летви у угловима прикованим за дрвене стубове. На отвореном трему налази се пет профилисаних стубова постављених на крупне комаде камена као темеље. Кров је четвороводан покривен ћерамидом.
Магаза са подрумом и тремом је Правоугаоне основе, дрвене конструкције, са зидовима од храстових талпи, на углу повезаних на „ћерт“. Испод магазе је подрум зидан опеком, потпуно укопан у терен. Испод трема, на коме су четири масивна стуба, налази се степениште за подрум. Кров је четвороводан, покривен ћерамидом.